# 阿龍·貢納松
阿龙·埃纳尔·马尔姆奎斯特·贡纳松（1989年4月22日—）是一位冰島足球運動員，場上司职右後衛，現在效力於卡星联球隊多哈艾阿拉比，曾效力於卡迪夫城。他也代表冰岛国家队參加国际賽事，并担任国家队队长一职。